# Kinsey-Skala
Die Kinsey-Skala ist eine vom Sexualforscher Alfred Charles Kinsey aufgestellte Bewertung über die sexuelle Orientierung eines Menschen; ein Versuch, diese komplexe Materie mit einem einzelnen Zahlenwert zu erfassen. Sie wurde in den Kinsey-Reports 1948 und 1953 veröffentlicht.

## Aufbau
Die Skala reicht von den Werten 0 bis 6, wobei 0 für ausschließlich heterosexuell und 6 für ausschließlich homosexuell steht. Dazwischen liegen verschiedene Formen bisexueller Erfahrungen, wobei 3 gleiche Anteile heterosexueller und homosexueller Erfahrungen bezeichnet. Außerdem gibt es neben der Skala eine Kategorie X für Individuen, die keine sexuellen Kontakte pflegen und keine offensichtlichen sexuellen Reaktionen im sozialen Kontext zeigen. Diese Kategorie wird heute oftmals als Einordnung von Asexuellen verstanden.

Kinsey-Skala

Die Einteilung erfolgt nicht nur nach Anzahl der sexuellen Handlungen, sondern auch nach psychischen Erfahrungen, was Kinsey in seinen Erläuterungen ausdrücklich betont.

„So wurde etwa ein Ehemann ohne wirkliche homosexuelle Kontakte, der regelmäßig seinen ‚ehelichen Pflichten‘ nachkam, dabei aber hauptsächlich von männlichen Partnern phantasierte, nicht unter 0 platziert, sondern unter 2 oder 3, je nachdem wie stark oder häufig seine homosexuellen Wünsche und Phantasien waren. Umgekehrt konnte ein Strichjunge mit nur einer Freundin, aber tausenden von homosexuellen Kontakten die gleiche Platzierung unter 2 oder 3 erhalten, wenn seine eigentlichen sexuellen Wünsche auf diese Freundin gerichtet waren, und er seine männlichen Kunden ‚nur des Geldes wegen‘ bediente.“

Die Skala erlangte in der Folgezeit einen gewissen internationalen Bekanntheitsgrad und wurde in vielen Lehrbüchern und Nachschlagewerken nachgedruckt. Allerdings wurde sie auch oft falsch interpretiert und nur auf sexuelle Handlungen bezogen. Dies findet sich dann auch in einigen Arbeiten wieder, wo nur nach quantitativen Kriterien sexueller Handlungen klassifiziert wird, aber von Kinsey-Skala gesprochen wird. Dies kann beispielsweise dazu führen, dass eine Person mit vor allem gleichgeschlechtlichen Phantasien und einem (zufälligen) gegengeschlechtlichen Sexualkontakt im letzten Jahr oder in den letzten fünf Jahren als heterosexuell „auf der Kinsey-Skala“ klassifiziert wird oder umgekehrt.

## Entstehung, Hintergrund, Folgerungen
Schon 1941, bei einem Stand von 1600 Interviews, zeigte Kinsey anhand von 30 ausgewählten Fällen eine prozentual abgestufte Einteilung zwischen heterosexuellen und homosexuellen Verhalten. Er war vor das bis heute sehr komplexe Problem gestellt, dass man nicht einfach in „heterosexuell“ und „homosexuell“ sowie „aktiven“ und „passiven“ Homosexuellen einteilen kann und dies einfach endokrinologisch erklären kann, sondern dass es bei beiden unendlich viele Zwischenstufen von vorhandenem Verhalten gibt. Manchmal ändert sich auch das Verhalten in verschiedenen Lebensabschnitten und manchmal existieren homosexuelles und heterosexuelles Verhalten auch zeitgleich in ein und demselben Lebensabschnitt. 1948 veröffentlichte er dann im Kinsey-Report seine zweite, vereinfachte Version. Er stellt dort aber auch gleichzeitig klar, dass es ihm nicht auf die Zahl der (willkürlich bestimmten) Untergruppen ankommt, sondern darauf den fließenden Übergang darzustellen.

„Männer stellen nicht zwei getrennte Populationen dar – eine heterosexuelle und eine homosexuelle. Man darf die Welt nicht in Böcke und Schafe einteilen. Nicht alle Dinge sind entweder schwarz oder weiß. Es ist ein Grundsatz der Taxonomie, dass die Natur selten getrennte Kategorien aufweist. Nur der menschliche Geist führt Kategorien ein und versucht, die Tatsachen in getrennte Fächer einzuordnen. Die lebendige Welt ist ein Kontinuum in allen ihren Aspekten. Je eher wir uns dessen in Bezug auf menschliches Sexualverhalten bewusst werden, umso eher werden wir zu einem wirklichen Verständnis der Realitäten gelangen.“

Er sah keine Veranlassung mehr, von „dem Homosexuellen“ zu sprechen, wie er es sieben Jahre zuvor wenigstens noch ironisch tat.

„Man würde klareres Denken in diesen Dingen ermutigen, wenn man Personen nicht als heterosexuell oder homosexuell bezeichnen würde, sondern als Individuen mit einem bestimmten Ausmaß an heterosexueller Erfahrung und einem bestimmten Ausmaß an homosexueller Erfahrung. Anstatt diese Ausdrücke als Substantive oder selbst als Adjektive für Personen zu gebrauchen, sollte man sie besser zur Beschreibung von tatsächlich sexuellen Beziehungen oder von Stimuli verwenden, auf die ein Individuum erotisch reagiert.“

Folgte man der Erklärung, so wurde auch klar, dass die Frage nach der Anzahl von Homosexuellen in einer Population grundsätzlich nicht beantwortet werden konnte. Es war nur möglich anzugeben, wie viele Menschen zu einem bestimmten Zeitpunkt welchem Abschnitt der Kinsey-Skala zuzuordnen waren. Im Folgewerk ging er auf die Einteilung der Menschen ein:

„Es ist eine Charakteristik des menschlichen Denkens, dass er versucht Phänomene zu dichotomisieren …. Sexuelles Verhalten ist entweder normal oder abnormal, sozial akzeptierbar oder unakzeptierbar, heterosexuell oder homosexuell; und viele Personen wollen nicht glauben, dass es in diesen Angelegenheiten Abstufungen von einem Extrem zum anderen gibt.“

Kinsey zeigte damit schon früh, dass es „die Homosexualität“ wie sie in der Dominanzgesellschaft als Identität konstruiert und zur Ausgrenzung genutzt wurde, nicht gab, sondern Sexualität vielmehr ein Spektrum war, auf dem sich sehr viele Menschen  in keinem der beiden Extreme bewegten. Die so geschaffene Identität wurde dennoch beibehalten und von queeren Bewegungen identitätspolitisch umgewertet.

## Graphische Darstellung mit Häufigkeitsverteilung

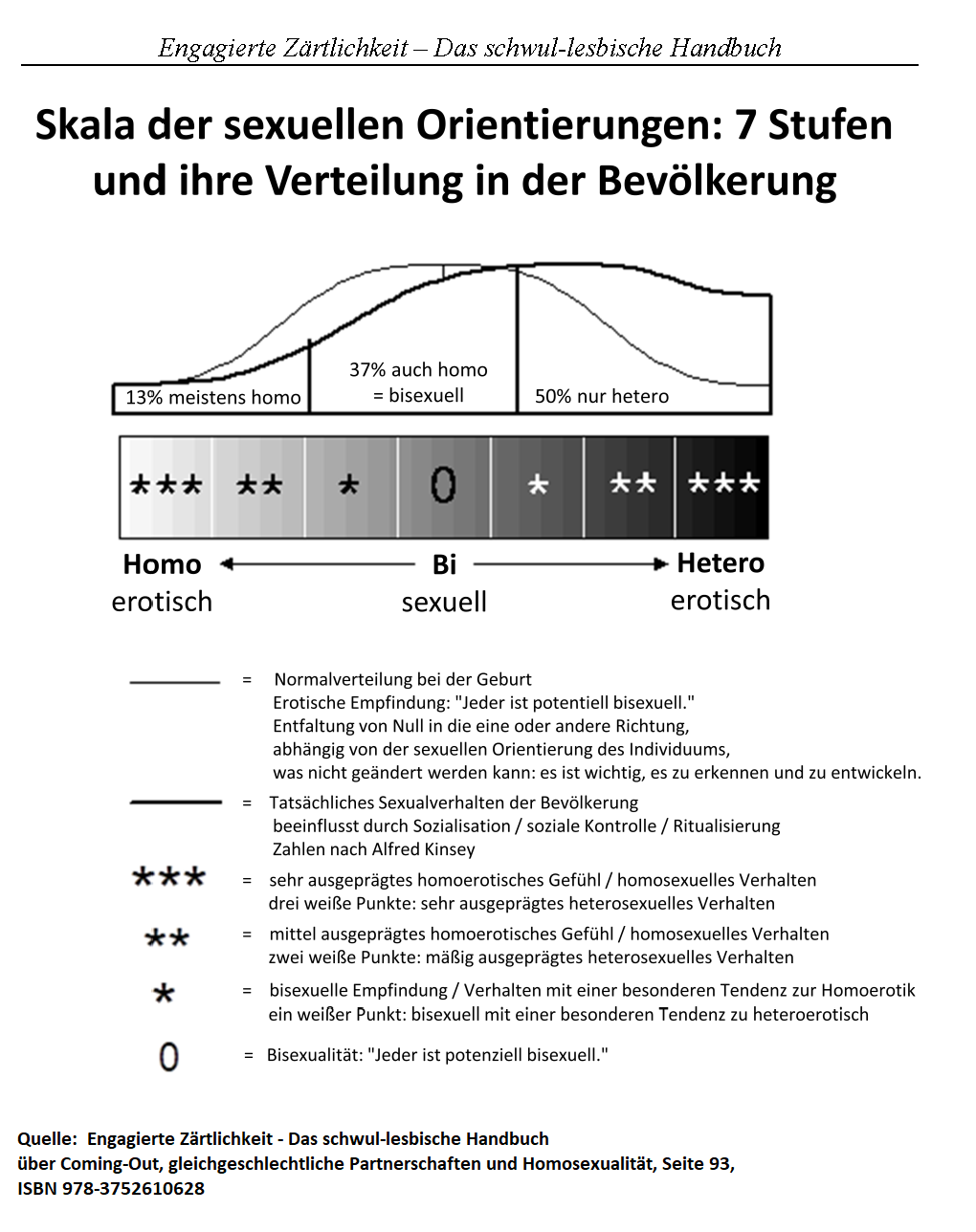
Skala der sexuellen Orientierung: Auf Basis der Kinsey-Skala wurde im Handbuch "Engagierte Zärtlichkeit" die Skala mit sieben Stufen graphisch dargestellt und die jeweilige Verteilung in der Bevölkerung nach Kinsey abgebildet.

Im schwul-lesbischen Handbuch „Engagierte Zärtlichkeit“ ist die Kinsey-Skala nicht nur sprachlich operationalisiert, sondern auch graphisch mit einer Häufigkeitsverteilung, wie sie von Kinsey ebenso empirisch untersucht wurde, aufbereitet: „50 % der Männer haben niemals Sex mit dem eigenen Geschlecht, 13 % der Männer haben vorwiegend sexuelle Erfahrungen mit dem eigenen Geschlecht und 37 % der Männer haben auch sexuelle Erfahrungen mit dem gleichen Geschlecht.“